# 280-я смешанная авиационная дивизия
280-я смешанная авиационная Островская дивизия (280-я сад) — соединение Военно-Воздушных сил (ВВС) Вооружённых Сил РККА штурмовой и бомбардировочной авиации, принимавшее участие в боевых действиях Великой Отечественной войны.

## Наименования дивизии
- 1-я ударная авиационная группа;

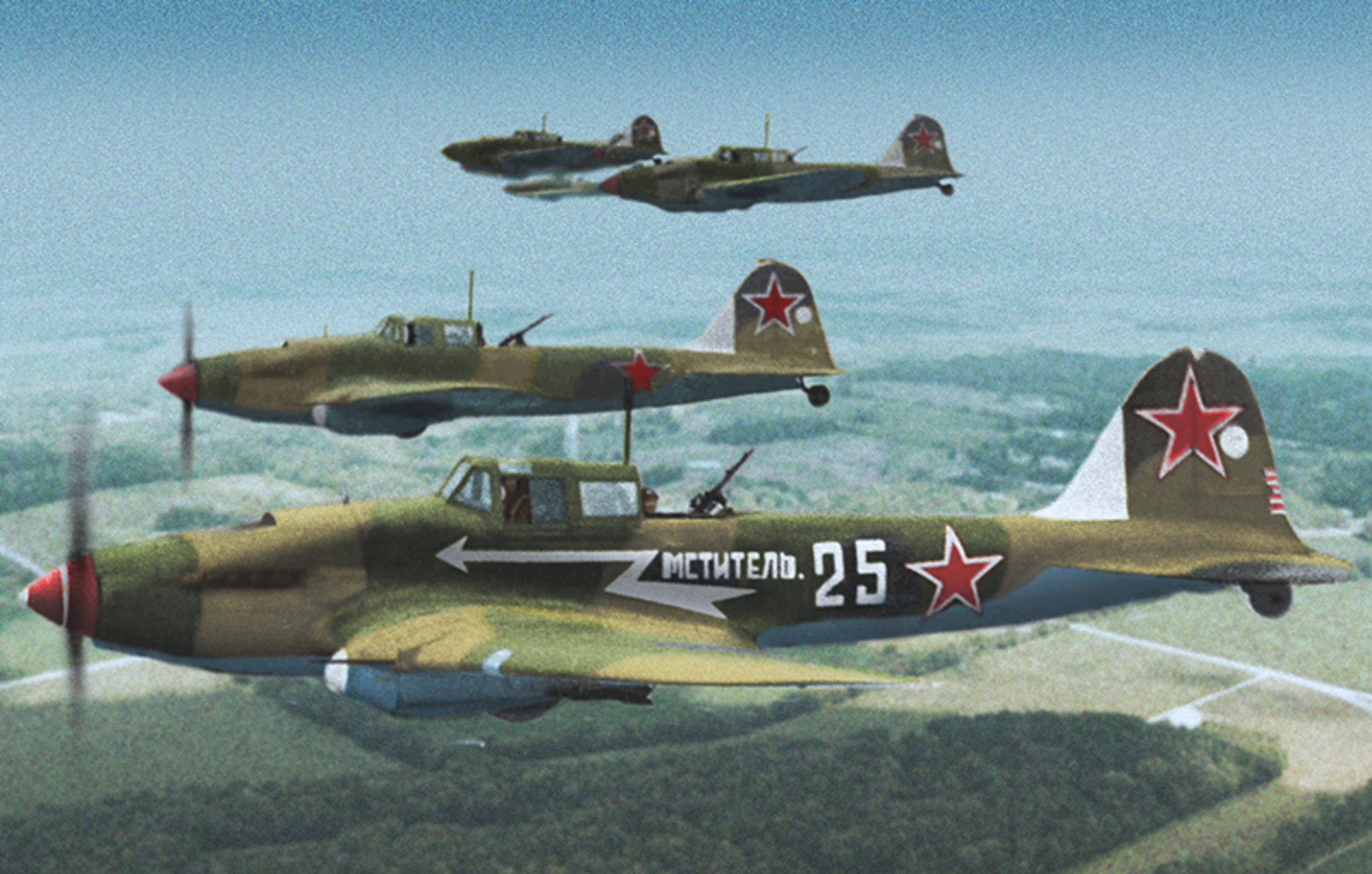
В состав дивизии входили полки, вооруженные самолётами Ил-2. На снимке самолёты Ил-2М3. 1945 год.

- 280-я бомбардировочная авиационная дивизия[1];
- 280-я смешанная авиационная дивизия[1];
- 280-я смешанная авиационная Островская дивизия[1];
- 280-я штурмовая авиационная Островская дивизия[1];
- Войсковая часть (Полевая почта) 49743[1].

## История и боевой путь дивизии
Дивизия сформирована 12 августа 1942 года Приказом НКО № 00151 от 27 июля 1942 года на базе управления 1-й ударной авиационной группы, командиром дивизии назначен командир группы полковник Н. Н. Буянский. Дивизия в составе 14-й воздушной армии Волховского фронта с августа 1942 года участвует в Синявинской операции. За период боевых действий на Волховском фронте с августа 1942 года по июль 1943 года дивизия уничтожила 89 самолётов противника на его аэродромах и 152 самолёта в воздушных боях. В январе 1943 года дивизия участвовала в прорыве блокады Ленинграда, а в июле и августе 1943 года полки дивизии поддерживали соединения и части 8-й армии в ходе Мгинской операции. 13 января 1944 года 280-я бомбардировочная авиационная дивизия преобразована в 280-ю смешанную авиационную дивизию.
В составе 14-й воздушной армии Волховского фронта, а с 15 февраля 1944 года — Ленинградского фронта, дивизия участвует в Новгородско-Лужской операции, разгроме немецких войск под Ленинградом и Новгородом. В феврале-марте 1944 наносит удары по железнодорожным станциям Батецкая, Передельская, Луга, Струги Красные, по опорным пунктам Мшага-Ямская, Уторгош, Орехова Гора, совхоз им. Кирова. С апреля 1944 года дивизия в составе 14-й воздушной армии 3-го Прибалтийского фронта успешно действует в Псковско-Островской, Тартуской и Рижской операциях. C июля 1944 года дивизия поддерживает наступающие войска, производит бомбардировки Приекуле, Яунлатгале, в сентябре 1944 уничтожила переправы через Двину в районе Даугавпилса, наносит удары по порту Айнажи на восточном берегу Рижского залива.
Особо дивизия отличилась при освобождении городов Абрене, Остров, Тарту и Рига. За отличия в боях при освобождении города Остров дивизии присвоено почетное наименование «Островская».
В составе действующей армии дивизия находилась с 15 августа 1942 года по 13 января 1944 года (как 280-я бомбардировочная авиационная дивизия), с 13 января по 26 ноября 1944 года.
280-я смешанная авиационная Островская дивизия в составе 14-я воздушная армия была выведена в резерв Ставки ВГК и Приказом НКО СССР 26 ноября 1944 года переформирована в 280-ю штурмовую авиационную Островскую дивизию и передана в состав 7-й воздушной армии Резерва Верховного Главнокомандования. В её составе находилась до конца войны.

## Командир дивизии
| Звание                                           | Имя                          | Период                  | Примечание |
| ------------------------------------------------ | ---------------------------- | ----------------------- | ---------- |
| подполковник, полковник (с 26 октября 1944 года) | Подмогильный Пётр Михайлович | 13.01.1944 — 26.11.1944 |            |

## В составе объединений
| Дата          | Фронт (округ)                        | Армия                | Примечания |
| ------------- | ------------------------------------ | -------------------- | ---------- |
| 13.01.1944 г. | Волховский фронт                     | 14-я воздушная армия | -          |
| 15.02.1944 г. | Ленинградский фронт                  | 14-я воздушная армия | -          |
| 26.02.1944 г. | Ленинградский фронт                  | 13-я воздушная армия | -          |
| 24.04.1944 г. | 3-й Прибалтийский фронт              | 14-я воздушная армия | -          |
| 17.10.1944 г. | 2-й Прибалтийский фронт              | 14-я воздушная армия | -          |
| 26.11.1944 г. | Резерв Верховного Главнокомандования | 14-я воздушная армия | -          |

## Участие в операциях
- Битва за Ленинград:

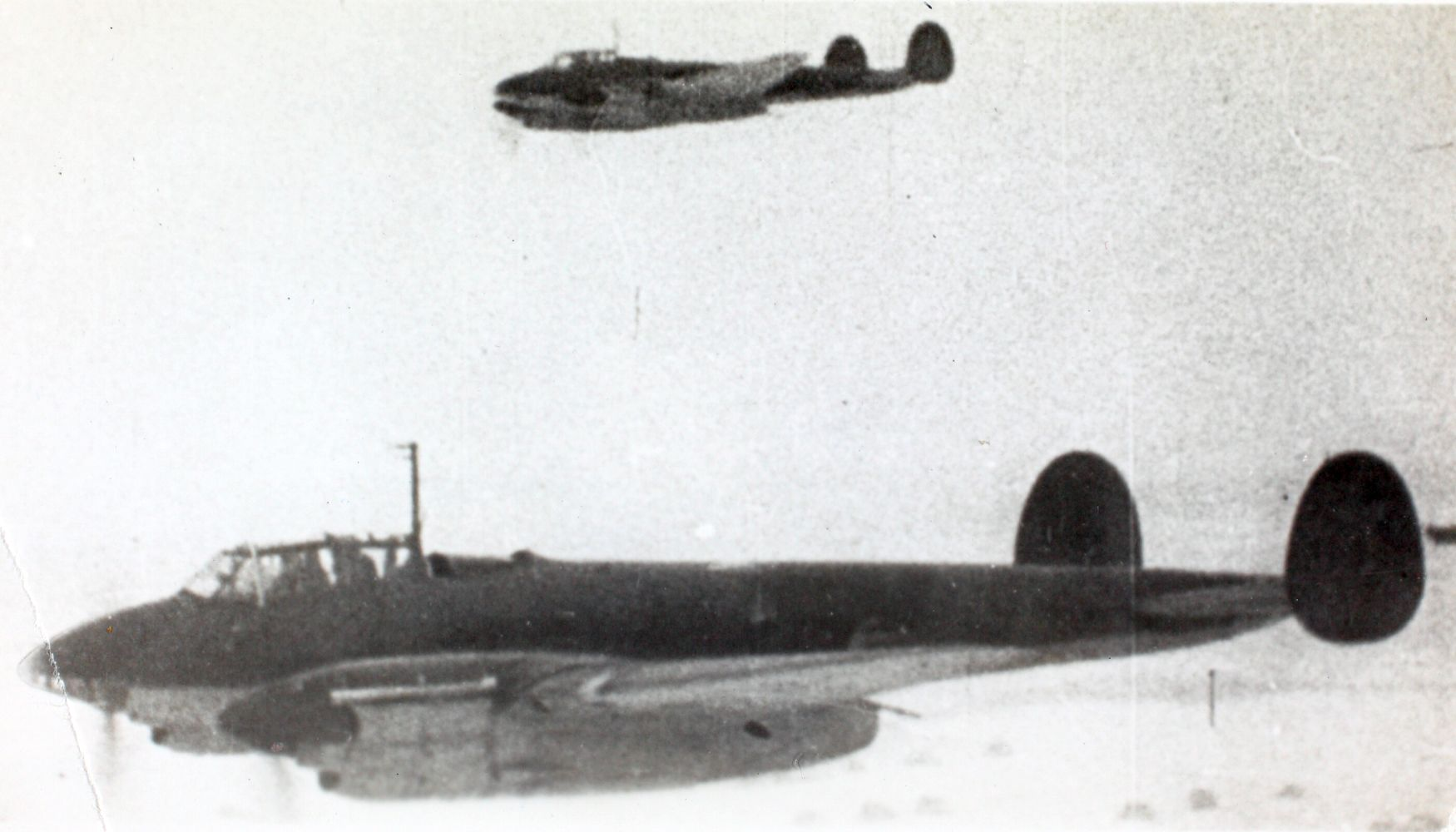
В состав дивизии входил 4-й гвардейский бомбардировочный авиаполк, вооруженный самолётам Пе-2. На снимке самолёты Пе-2.

  - Новгородско-Лужская наступательная операция — с 14 января 1944 года по 15 февраля 1944 года.
  - Ленинградско-Новгородская операция — с 14 января 1944 года по 1 марта 1944 года.
- Псковско-Островская операция — с 17 июля 1944 года по 31 июля 1944 года.
- Тартуская операция — с 10 августа 1944 года по 6 сентября 1944 года.
- Прибалтийская операция:
  - Рижская операция — с 14 сентября 1944 года по 22 октября 1944 года.

## Части и отдельные подразделения дивизии
За весь период своего существования боевой состав дивизии не претерпевал изменения:
| Период                  | Наименование                                      | Вооружение                       |
| ----------------------- | ------------------------------------------------- | -------------------------------- |
| 13.01.1944 — 26.11.1944 | 4-й гвардейский бомбардировочный авиационный полк | Пе-2, передан в состав 188-й бад |
| 13.01.1944 — 26.11.1944 | 606-й штурмовой авиационный полк                  | Ил-2, Ил-10                      |
| 13.01.1944 — 26.11.1944 | 958-й штурмовой авиационный полк                  | Ил-2, Ил-10                      |

## Почетные наименования
- 280-й смешанной авиационной дивизии за отличие в боях при овладении штурмом городом Остров — крупным узлом коммуникаций и мощным опорным пунктом обороны немцев, прикрывающим пути к центральным районам Прибалтики Приказом НКО на основании Приказа ВГК № 144 от 21 июля 1944 года присвоено почётное наименование «Островская»[4][5].
- 4-му гвардейскому бомбардировочному авиационному полку за отличие в боях при овладении важным хозяйственно-политическим центром страны городом Новгород Приказом НКО от 29 февраля 1944 года на основании Приказа ВГК № 61 от 20 января 1944 года присвоено почётное наименование «Новгородский»[6].
- 958-му штурмовому авиационному полку за отличие в боях при овладении столицей Советской Латвии городом Рига — важной военно-морской базой и мощным узлом обороны немцев в Прибалтике Приказом НКО № 0353 от 31 октября 1944 года на основании Приказа ВГК № 196 от 13 октября 1944 года присвоено почётное наименование «Рижский»[7].

## Награды
- 606-й штурмовой авиационный полк за образцовое выполнение боевых заданий командования в боях с немецкими захватчиками, за овладение городом Рига и проявленные при этом доблесть и мужество Указом Президиума Верховного Совета СССР от 31 октября 1944 года награждён орденом «Кутузова III степени»[8].

## Благодарности Верховного Главнокомандующего

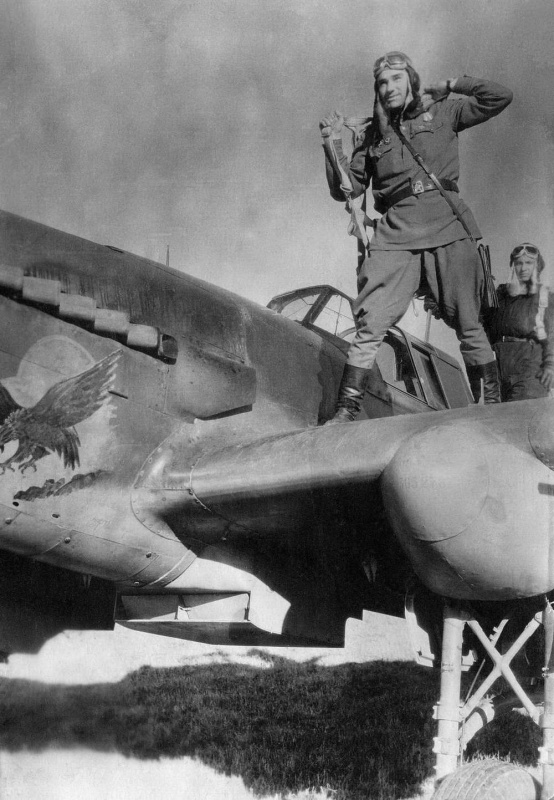
Возвращение с задания. На фото летчик 958-го штурмового авиаполка Мейлус Иван Игнатьевич.

Воинам дивизии объявлены благодарности Верховного Главнокомандующего:
- За отличия в боях при форсировании реки Великая и прорыве обороны противника, при занятии крупных населенных пунктов Шанино, Зеленово, Красногородское[9].
- За отличие в боях при овладении штурмом городом Остров — крупным узлом коммуникаций и мощным опорным пунктом обороны немцев, прикрывающим пути к центральным районам Прибалтики[4].
- За отличие в боях при овладении штурмом городом и крупным узлом коммуникаций Тарту (Юрьев-Дерпт) — важным опорным пунктом обороны немцев, прикрывающим пути к центральным районам Эстонии[10].
- За отличие в боях при овладении городом и крупным железнодорожным узлом Валга — мощным опорным пунктом обороны немцев в южной части Эстонии[11].
- За отличие в боях при овладении столицей Советской Латвии городом Рига — важной военно-морской базой и мощным узлом обороны немцев в Прибалтике[7].

## Герои Советского Союза
- Кабишев Борис Дмитриевич, старший лейтенант, командир авиационной эскадрильи 958-го штурмового авиационного полка 280-й смешанной авиационной дивизии 14-й воздушной армии Указом Президиума Верховного Совета СССР от 23 февраля 1945 года удостоен звания Герой Советского Союза. Золотая Звезда № 5358.
- Мейлус Иван Игнатьевич, капитан, штурман 958-го штурмового авиационного полка 280-й смешанной авиационной дивизии 14-й воздушной армии Указом Президиума Верховного Совета СССР от 23 февраля 1945 года удостоен звания Герой Советского Союза. Золотая Звезда № 5350.
- Никитенко Николай Михайлович, младший лейтенант, командир звена 958-го штурмового авиационного полка 280-й смешанной авиационной дивизии 14-й воздушной армии Указом Президиума Верховного Совета СССР от 23 февраля 1945 года удостоен звания Герой Советского Союза. Золотая Звезда № 5339.
- Семак Павел Иванович, капитан, командир эскадрильи 4-го Гвардейского бомбардировочного авиационного полка 280-й смешанной авиационной дивизии 14-й воздушной армии Указом Президиума Верховного Совета СССР от 23 февраля 1945 года удостоен звания Герой Советского Союза. Золотая Звезда № 5362.
- Тузов Михаил Филиппович, майор, командир эскадрильи 4-го Гвардейского бомбардировочного авиационного полка 280-й смешанной авиационной дивизии 14-й воздушной армии Указом Президиума Верховного Совета СССР от 23 февраля 1945 года удостоен звания Герой Советского Союза. Золотая Звезда № 6137.